# Lynx (contre-torpilleur)
Pour les articles homonymes, voir Lynx (homonymie).
Le Lynx est un contre-torpilleur français de la classe Jaguar (aussi désignée Série des félins), construit pour la Marine française au milieu des  années 1920. Les unités de la classe Jaguar commencent à être âgés à la veille de la Seconde Guerre mondiale et faisaient l'étude d'un projet de refonte en bâtiments antiaériens.
Le Lynx sert de navire d'entraînement pour l'école des torpilleurs de Toulon. Il escorte les convois dans l'océan Atlantique dès le déclenchement de la Seconde Guerre mondiale en septembre 1939.
Le 3 juillet 1940, le contre-torpilleur est présent à Mers el-Kébir lorsque les Britanniques tirent sur une escadre française mouillée dans la rade. il parvient à s'échapper, escortant le croiseur de Bataille Strasbourg, avec quatre autres contre-torpilleurs, eux aussi indemnes.
Après avoir rejoint la base navale de Toulon, le Lynx est placé en gardiennage d'armistice. Le 27 novembre 1942, il est sabordé pour ne pas tomber aux mains des Allemands. Son épave est renflouée en 1944 puis sera démolie en 1948.

## Description
Conçus pour rivaliser avec leurs homologues italiens de la classe Leone, les contre-torpilleurs de la classe Jaguar sont longs de 126,8 mètres et large de 11,1 mètres pour un tirant d'eau de 4,1 mètres. Chacun déplace 2 126 tonnes à lège et entre 2 980 à 3 075 tonnes à pleine charge.
Ils sont propulsés par deux turbines à vapeur entraînant chacune une hélice et alimentées par cinq chaudières du Temple. Ces turbines, capables de fournir une puissance totale de 49 000 chevaux, permettent au bâtiment d'atteindre une vitesse maximale de 35,5 nœuds, soit 65,7 km/h. Durant ses essais de "huit heures" à la mer, le 20 avril 1927, les turbines du Lynx donnent même une puissance 57 810 chevaux et il file 35,54 nœuds (65,82 km/h) pendant la "9ème heure" à "feux poussés". Les soutes de chaque contre-torpilleur contiennent 530 tonnes de mazout ce qui lui permet une autonomie de 3 000 nautiques à une vitesse de 15 nœuds (soit 5 600 km à 28 km/h).
L'équipage est composé de 10 officiers et 187 officiers mariniers, quartiers-maîtres et matelots en temps de paix et de 12 officiers et 209 marins en temps de guerre.
L'artillerie principale de ces bâtiments consiste en 5 tourelles simples de 130 mm (modèle 1919), réparties en 2 tourelles superposées sur l'avant (pièce no 1 et 2) et à l'arrière (pièces no 4 et 5) la pièce no 3 est placée derrière la 3e cheminée. L'artillerie antiaérienne se compose à l'origine de 2 pièces simples de 75 mm (modèle 1924), placées au milieu du navire. Elle sera remplacée par 2 affûts doubles de mitrailleuses de 13,2 mm. Chaque bâtiment dispose en outre de 2 plateformes triples de tubes lance-torpilles de 550 mm. Ils peuvent aussi lancer des grenades anti sous-marins par deux rampes logées au cul du bâtiment. Au total, vingt grenades pesant chacune 200 kg. L'ensemble est complété par quatre autres lanceurs de grenades pour douze charges d'explosifs de 100 kg chacun.

## Histoire
Le Lynx, qui tire son nom du félin éponyme, est commandé le 26 février 1923 aux Ateliers et Chantiers de la Loire de Nantes. Sa construction commence le 14 janvier 1924 au chantier naval de Saint-Nazaire et il est lancé le 25 février 1925. Bien que sa construction ait été différée en raison des problèmes sur sa propulsion et des retards dans les livraisons des sous-traitants, il est achevé le 18 octobre 1927 et entre en service dans la Marine nationale à partir du 15 novembre.
Le Lynx est affecté à la 4e division légère de la 2e escadre basée à Brest avec deux de ses sister-ships, le Léopard et le Jaguar. Le 3 juillet 1928, le Lynx participe à une revue navale au large du Havre en présence du Président de la république Gaston Doumergue. Les quatre lance-grenades anti-sous-marines sont retirés en 1932. L'année suivante, le 20 juillet 1933, le contre-torpilleur est présent à Cherbourg lors du passage en revue de la flotte par le nouveau Président de la république, Albert Lebrun. Presque deux ans plus tard, il est procédé à un remplacement des canons de 75 mm antiaériens par quatre mitrailleuses antiaériennes en deux affûts doubles de 13,2 mm. En  1935, le Lynx rejoint la 11e division légère basée à Toulon pour servir de navire d'entraînement aux élèves de l'École d'application au lancement de torpilles à la mer.
Le Lynx sert dans la 4e division de contre-torpilleurs avec le Panthère et le Tigre lorsque la Seconde Guerre mondiale éclate le 3 septembre 1939. Le navire est alors affecté aux Forces maritimes de l'Ouest où il reste d'octobre à mai 1940 pour escorter des convois entre Gibraltar et Brest et entre Casablanca et Le Verdon-sur-Mer. Le Lynx bénéficie alors de quelques améliorations techniques avec l'installation en janvier 1940 d'un sonar « type 123 » de conception britannique ; quelques mois plus tard, il est récupère ses deux lanceurs de grenades anti-sous-marines et sa pièce de 130 mm no 3 est débarquée. La mise en place des deux lanceurs conduit dans le même temps à une réduction du stock de grenades qui est ramené à douze grenades de 200 kg et huit grenades de 100 kg ce qui permet d'améliorer de façon significative la stabilité du navire.
Le Lynx rejoint ensuite la base navale algérienne de Mers el-Kébir où il arrive le 27 mai, et il est encore sur place le 25 juin peu après la signature de l'armistice du 22 juin qui entérine la défaite de la France face à l'Allemagne. Il réussit à s'échapper de la rade lors de l'attaque britannique sur Mers el-Kébir le 3 juillet et, avec le Tigre, engage brièvement le destroyer HMS Wrestler. Les deux navires grenadent ensuite le sous-marin britannique HMS Proteus mais sans résultat. Ils font route sur Toulon qu'ils rejoignent sans dommage le jour suivant.
Étant alors les plus anciens contre-torpilleurs en service dans la Marine française, un projet de refonte en bâtiment antiaérien a bien été envisagé pour redonner du potentiel militaire à cette série de bâtiments, mais la défaite française de juin 1940 y met un terme.
le Lynx et les autres unités de la classe des félins sont placés en gardiennage d'armistice et leurs pièces antiaériennes sont débarquées. Le 27 novembre 1942, le Lynx est sabordé à Toulon avec le reste de la force de haute mer pour empêcher sa capture par les Allemands. Son épave est renflouée le 23 janvier 1944 et échouée dans le port proche de Brégaillon, avant d'être récupérée et envoyée à la casse en 1948.